# Алекперова Шукюфа Алескер кизи
Шукюфа Алескер кизи Алекперова (1927, місто Баку, тепер Азербайджан — ?) — азербайджанська радянська діячка, інженер, начальник установки цеху № 2 нафтопереробного заводу імені Сталіна міста Баку Азербайджанської РСР. Депутат Верховної Ради СРСР 4-го скликання.

## Життєпис
Народилася в родині службовця.
У 1935—1945 роках — учениця 132-ї середньої школи Ворошиловського району міста Баку. Під час навчання в школі вступила до комсомолу.
З 1945 року — студентка технологічного факультету Азербайджанського індустріального інституту імені М. Азізбекова, здобула спеціальність інженера-технолога.
З 1951 року — оператор установки, з травня 1952 року — начальник установки цеху № 2 нафтопереробного заводу імені Сталіна міста Баку Азербайджанської РСР.
Подальша доля невідома.